# Der KFC
Der KFC war eine Punk-Band aus Düsseldorf, die von 1978 bis 1982 existierte.
Für die Buchstaben „KFC“, die wie eine Abkürzung aussehen, ist keine besondere Bedeutung bekannt. In einem Blog-Beitrag von 2007 erklärt offenbar Bandgründer Tommi Stumpff, dass der Name sich aus einem Scherz aus seiner Schulzeit ableite. In Zeitungsartikeln zu findende Bedeutungszuschreibungen wie „Katholischer Fanfarenchor“ oder „Kriminalitätsförderungsclub“ seien unzutreffend.

## Geschichte

### Vorgeschichte 1976–1978
Die Band wurde im Herbst 1978 von Tommi Stumpff (Thomas Peters, 1958–2023) und Trini Trimpop (Klaus-Peter Trimpop) gegründet.
Peters, alias Stumpff, war in Paris und Brüssel aufgewachsen und hatte dort Gitarrenunterricht absolviert.
Trimpop, der 1976 aus dem Sauerland nach Düsseldorf gezogen war, arbeitete als Erzieher in einem Kindergarten und hatte bereits 1977 mit seinem Mitbewohner, dem Kunststudenten Muscha, einen 30-minütigen Punk-Kurzfilm Blitzkrieg Bop auf Super 8 gedreht. Bei einem Ausflug nach New York besuchte er ein Konzert von Suicide, das ihn dazu inspirierte, nach seiner Rückkehr eine Band mit ähnlich provokantem, konfrontativem und kompromisslosem Auftreten zu gründen.
Die beiden lernten sich 1978 auf einer Party des ehemaligen Charley’s-Girls-Bassisten Peter Stiefermann kennen und gründeten ebendiese Band. Peters, der sich nun Tommi Stumpff nannte, steuerte den Namen KFC bei und holte seinen Bekannten, den Arztsohn Peter Hadamik (alias Zonker Davidson), als Bassisten dazu, während Trimpop seinen Kindergartenpraktikanten, den 19-jährigen Arztsohn Tobias Brink (alias Fritz Fotze), zum Kauf eines Schlagzeugs überredete.
Der KFC begann im Herbst 1978 im Keller von Muschas Wohnung in Unterbilk zu proben. Trimpop, der zunächst nur Saxophon spielen wollte, übernahm recht schnell den Gesang, während Zonker und Fritz Fotze ihre Instrumente erst von Grund auf erlernen mussten.

### Urbesetzung mit Trini Trimpop 1978–1979
Das allererste Konzert sollte am 30. November 1978 in der Jazz- und Art-Galerie im Arminstraßen-Hochbunker in Gelsenkirchen zusammen mit Mittagspause, S.Y.P.H. und Male stattfinden, die Veranstalter drehten der Band jedoch wegen ihres provokanten Verhaltens sofort den Strom ab, riefen die Polizei und lösten die Veranstaltung auf, sehr zum Ärger der anderen Bands.
Anfang 1979 wurde Bassist Zonker aus der Band geworfen, er wurde Steuerfachgehilfe und war im März 1981 die Hauptperson in einem Stern-Artikel über den Ratinger Hof.
Für ihn kam der 16-jährige Käpt’n Nuss, der sein erstes Konzert nur wenige Tage später am 16. Februar 1979 in Hamburg spielte.
Das erste Konzert in Eigenregie folgte am 4. April 1979 im Jazzkeller in Solingen, angekündigt wurde die Band vom Veranstalter als Hardrockband.
Am 29. Juni 1979 trat der KFC beim In die Zukunft-Festival in der Markthalle in Hamburg auf, das von dem Musikjournalisten Alfred Hilsberg organisiert worden war. Die Band kam am besten von allen beim Publikum an, wurde gefeiert und in der deutschen Punkszene bekannt. Gespräche mit dem Hamburger Fanzinemacher Kid P. über einen gemeinsamen Kurzfilm, in dem die KFC-Mitglieder die Hauptrollen spielen sollten, führten jedoch zu nichts, da die Band im Herbst 1979 auseinanderfiel.
Der letzte Auftritt mit Trini Trimpop fand am 18. August 1979 auf dem Palaver-Straßenfest in Wersten statt.
Im September 1979 warf Stumpff Trimpop aus der Band und probte eine Zeitlang mit einem neuen Sänger namens Hansi, übernahm dann aber selbst den Gesang. Am 24. November 1979 gab es einen Auftritt zusammen mit Male und ZK auf einem Festival im Alten Schloss in Grevenbroich. Danach löste Stumpff die Band auf.
Als Schlusspunkt erschien im Dezember 1979 die Compilation In die Zukunft auf dem Hamburger Konnekschen-Label mit Liveaufnahmen vom gleichnamigen Festival. Der KFC war mit drei Songs vertreten, die einzige Veröffentlichung in der Originalbesetzung.

### Besetzung 1980–1981
Auf Betreiben des Bassisten Käpt’n Nuss wurde der KFC zu Jahresbeginn 1980 neu belebt. Er holte den 20-jährigen Bankierssohn Michael Clauss (alias Micki Matschkopf) aus Oberkassel als neuen Gitarristen in die Band, während Stumpff sich nun ganz auf den Gesang und die Interaktion mit dem Publikum konzentrieren konnte, so zum Beispiel bei einem gemeinsamen Auftritt mit ZK in den Bonner Rheinterrassen im März 1980, bei dem er von der Bühne ins Publikum urinierte.
Ein Auftritt auf dem Ungewollt-Punkfestival im Eschhaus-Zentrum in Duisburg am 16. August 1980 wurde wegen gewalttätiger Auseinandersetzungen von etwa 150 Festivalbesuchern mit einem ebenso großen Polizeiaufgebot zwischenzeitlich unterbrochen, es gab sechs Festnahmen.
Bei einem Auftritt in Oldenburg (Punk-festival) ging der Auftrittsort während des KFC-Auftritts in Flammen auf, eine große Polizeiaktion beendete das Konzert; ein Auftritt in Heidelberg endete mit einer blutigen Auseinandersetzung mit dem Publikum – all das brachte der Band ein "Krawall-Image" ein, das immer mehr "Schaulustige" anzog. Auch und gerade in Düsseldorf wurde die Band wegen ihrer Schlägereien und ihrer proletenhaften Provokationen von der Szene gemieden.
Am 9. Oktober 1980 trat der KFC als Vorgruppe von Siouxsie and the Banshees in der Stadthalle Köln-Mülheim auf, was bei Siouxsie-Fan Michael Clauss zur kurzzeitigen Ernüchterung führte: „Da standest du mit deiner dämlichen Punknummer, hast blöd geglotzt und kamst dir total dämlich vor.“
Bei einem Auftritt auf dem Schmier-Festival im Okie Dokie in Neuss am 2. November 1980 wurden vom Bayerischen Rundfunk zwar Filmaufnahmen gemacht, der Verbleib des Materials ist aber unbekannt. Die einzigen bekannten Filmaufnahmen stammen von einem Auftritt im Jugendzentrum Picnic im bayrischen Erding am 13. Dezember 1980, die im Oktober 1981 auf der VHS-Kassette 1980 New Wave Hit Explosion (Monte Video München) veröffentlicht wurden. Zu sehen waren zwei Livesongs und Interviewschnipsel mit Stumpff und Clauss, in denen die beiden über die Konzeption von KFC-Auftritten Auskunft gaben:
Stumpff: „Wir reagieren auf jede kleine Tätigkeit aus dem Publikum her, ja? Wie sie auch sei. Und wenn überhaupt keine da ist, dann bleibt uns nichts anderes übrig als Gewalttätigkeiten zu provozieren.“ 
 Clauss: „Mit der ganzen Provokation kommt’s mir darauf an, daß die Stimmung animalisch wird. Daß Triebe zum Vorschein kommen, animalische Triebe, Urtriebe – Aggressionen, Haß, Liebe. Adrenalinstöße, ja, das Böse […] Mir kommt’s darauf an, daß gefühlsmäßig das höchstmögliche Maß erreicht wird einfach!“
Ein Demotape wurde von sämtlichen Plattenfirmen abgelehnt, so dass es zunächst Gespräche mit Alfred Hilsberg gab, eine Single auf seinem neugegründeten Hamburger Schallplattenlabel ZickZack zu veröffentlichen.
Die Band beschloss jedoch, mit dem Neusser Plattenladen Schallmauer zusammenzuarbeiten und nahm im Juli 1980 im Arkana-Tonstudio des Flaming-Bess-Keyboarders Dieter Joswig ihre Debütsingle Kriminalpogo auf. Schallmauer veröffentlichte Kriminalpogo im September 1980 auf dem eigens gegründeten Label Porno Pop. Die Single wurde jedoch in der Musikpresse nicht nur wegen ihrer schlechten Klangqualität kritisiert, sondern wegen des als sexistisch empfundenen Covers (das von Kid P. gestaltet worden war) von einigen alternativen Plattenläden boykottiert. Die Single wurde nicht nachgepresst und wird heute als Sammlerstück gehandelt.
Ende September 1980 war der KFC mit vier Songs auf der Schallmauer-Compilation vertreten, der ersten Veröffentlichung des neugegründeten Neusser Schallmauer-Labels, das die Band nunmehr unter Vertrag nahm und eine erfolgreiche Kooperation mit dem Boots-Vertrieb einging. Der KFC-Beitrag wurde von Fans und Musikpresse als eindeutiges Highlight der Platte gefeiert.
Die Band bereitete sich nun auf ihr erstes Album …letzte Hoffnung vor. Der Versuch, Conny Plank als Produzent zu gewinnen, führte zu nichts, sodass die Band die LP in ihrem Proberaum im Kultur-Schlachthof selbst aufnahm und im Studio Klangwerkstatt in Derendorf abmischte. Probleme mit dem Presswerk und dem Hersteller der Plattenhüllen führten zu Verzögerungen, sodass das Album erst im neuen Jahr veröffentlicht werden konnte.
Das erste Studioalbum …letzte Hoffnung erschien im Januar 1981 und verkaufte in den ersten zwei Wochen 7.000 Stück., bis zum Ende des Jahres 30.000. Die Verwendung eines NSDAP-Wahlplakats aus dem Jahre 1932 für das Plattencover und eines weiteren NS-Plakats für das Textblatt war zwar deutlich ironisch gemeint, trug aber in der Folge zu dem unbegründeten Image der Band bei, mit dem Rechtsextremismus zu sympathisieren. Die Verarbeitung des skandalösen ersten öffentlichen Gelöbnisses der deutschen Armee seit Kriegsende (am 6. Mai 1980 in Bremen) im Stück Bremen 80, in dem die Band die Bundeswehr mit der faschistischen Wehrmacht gleichsetzte, sprach auf jeden Fall gegen solche Unterstellungen. Auch sonst zeigte das Album eine große thematische und musikalische Bandbreite (schneller Pogo, Flamenco, Psychedelik).
Die Reaktionen in der Musikpresse waren überwiegend positiv: 

Sounds: "Die Letzte Hoffnung demonstriert ausgefeiltes technisches Können […] authentischer als andere Rock-Produktionen '80." 

SPEX: "Eine fabelhafte deutsche Hart-Rock-Platte!" 

Musikexpress: "[…] schrecklich harmlos. Platt. Und pathetisch, was die Texte betrifft."
Aufgrund persönlicher Differenzen brach die Band kurz nach Veröffentlichung des Albums auseinander. Clauss und Brink, die Stumpff ein zunehmendes irrationales Verhalten und durch übermäßigen Alkoholkonsum ruinierte Konzerte vorwarfen, verließen die Band.
(Zu dem tatsächlichen Ende der Band gibt es unterschiedliche Ansichten, Aussagen und Versionen, die meisten handeln von einer blutig endenden Auseinandersetzung.)
Die beiden gründeten daraufhin eine neue Band namens Nichts, die auf ihrem ersten Album einen Song aufnahmen, an dem sie noch mit Stumpff zusammengearbeitet hatten; sie nutzen ihre eigenen Gitarren- und Schlagzeug-Arrangements des Songs "Hotel Arosa", der allerdings nie veröffentlicht wurde. Michael Clauss bezeichnete diesen Song bei einem Auftritt in Düsseldorf öffentlich als einen der genialsten Songs des damaligen KFC.
Bassist Käpt’n Nuss hatte hingegen am Jahresanfang einen Gastauftritt auf Xao Seffcheques erstem Soloalbum Sehr gut kommt sehr gut, das im Mai 1981 veröffentlicht wurde und eine KFC-Parodie mit dem Titel Endlösung enthielt.

### Letzte Besetzung und Auflösung 1981–1982
Bassist Käpt’n Nuss überredete Stumpff, den KFC weiterzubetreiben, und holte aus Xao Seffcheques Band seinen älteren Bruder hinzu, den 22-jährigen professionellen Schlagzeuger Rainer Mackenthun. Die Band beschloss, nur zu dritt zu bleiben; Stumpff übernahm zusätzlich zum Gesang wieder die Gitarre.
Mit Produzent Conny Plank wurde direkt eine neue Single Wer hat Lili Marleen umgebracht aufgenommen und zur Veröffentlichung im Mai 1981 angekündigt; Angebote größerer Plattenfirmen wurden zugunsten von Schallmauer ausgeschlagen.
Die Arbeit an einem zweiten Studioalbum begann bereits Ende April 1981 mit Hilfe des Toningenieurs René Tinner im Can-Studio in Weilerswist; produziert wurde das Ganze wieder von Conny Plank.
Vom 20. Mai bis zum 25. Juni 1981 ging der KFC auf eine große Deutschland-Tour, bei der das heimatliche Düsseldorf jedoch weiträumig umgangen wurde. Erst danach, Anfang Juli 1981, erschien endlich die neue Single. Zu der Verzögerung war es gekommen, weil Plank die Single noch einmal neu abmischte und teilweise neu aufnehmen ließ.
Im Sommer 1981 folgten zunächst Seitenaktivitäten der Bandmitglieder: im Juli und August 1981 half Rainer Mackenthun Xao Seffcheque bei der Aufnahme seines zweiten Studioalbums "Ja nein vielleicht" sowie bei der Aufnahme der ersten Single von Family 5, "Bring deinen Körper auf die Party", beide Platten erschienen im November 1981. Stumpff hingegen produzierte im Oktober 1981 das Album "Ich bin wie du" von Silvi und die Awac’s, mit denen er auch live aufgetreten war, und das nach langer Verzögerung erst Ende 1982 erschien.
Im Januar 1982 wurde schließlich das zweite KFC-Album Knülle im Politbüro veröffentlicht, das sich in der ersten Woche bereits 9000-mal verkaufte. Die Produktion klang deutlich wuchtiger und professioneller und legte den Schwerpunkt auf die Mackenthun-Rhythmusgruppe, textlich und kompositorisch fiel die Platte im Vergleich zu vorhergehenden Veröffentlichungen jedoch deutlich ab.
Die Reaktionen in der Musikpresse waren diesmal fast einhellig negativ: 

Musikexpress: "[…] 14 Nicht-Songs, die selbst als Pogo-Hämmer nicht losgehen." 

Sounds: "[…] Tommi steht mit leeren Händen da. Denn seine neue Platte bringt nur inhaltslosen abgedroschenen KFC-Pogoaufguss, der schon 1977 peinlich gewesen wäre." 

SPEX: "Die ganze Platte ist genau wie das Gehabe des KFC […] nichts weiter als die ganz ganz große Scheiße. Thema verfehlt."
Wie vorherige KFC-Platten stellte auch dieses Album den Abschluss einer Phase dar, denn Stumpff erklärte im Januar 1982, dass mit dem Album "das Thema KFC vorerst begraben" sei und es auch keine Auftritte mehr geben werde. Eine Ausnahme scheint ein für den 8. April 1982 angekündigtes Konzert im Graffiti in der KFC-Hochburg Hamburg gewesen zu sein, der wahrscheinlich letzte KFC-Gig, denn bereits am 21. Mai 1982 absolvierte Schlagzeuger Rainer Mackenthun seinen ersten Auftritt als Mitglied von Family 5.

### Beginn von Stumpffs Soloaktivitäten ab 1981
Stumpff, der Informatik studiert hatte und gelernter Programmierer war, entwickelte zunehmend Interesse an elektronischer Musik und Desinteresse an ständigen Kompromissen innerhalb eines Bandgefüges. Bereits im Oktober 1981 hatte er angekündigt, ein Elektronik-Album produzieren zu wollen, und im Januar 1982 nahm er im Studio Klangwerkstatt unter Mithilfe von Bassist Käpt’n Nuss das gleichnamige Soloalbum von Silvia Senff "Silvia" auf, zu dem er die komplette Musik komponiert hatte. Das Silvia-Album erschien Mitte 1982, floppte total, diente aber als erste Fingerübung für Stumpffs Solokarriere. Stumpff änderte seinen Künstlernamen in "Tommi Stumpff" und nahm im Sommer 1982 im Studio Klangwerkstatt sein erstes Soloalbum Zu Spät ihr Scheisser. Hier ist: Tommi Stumpff auf, das im September 1982 erschien.
Der KFC wurde 1982 und 1983 noch auf Stumpffs ersten Soloplatten erwähnt, allerdings nur noch als imaginärer Club, dessen „Vorsitzender“ Stumpff nun war. Eine Meldung im Juli 1983, dass der KFC von Stumpff in Fünferbesetzung wiederbelebt werden solle, blieb ohne Folgen.
Käpt’n Nuss und Rainer Mackenthun gründeten noch 1982 zusammen mit dem Gitarristen Markus Wienstroer eine neue Band Eisen, die auch ein von Motörhead inspiriertes Studioalbum für Schallmauer-Records aufnahm, das aber unveröffentlicht blieb.
Rainer Mackenthun arbeitete danach weiter als Berufsmusiker und spielte bei Family 5. Er starb im März 2004 an den Folgen einer chronischen Hepatitis.
Käpt'n Nuss stieg 1987 ebenfalls als Bassist bei Family 5 ein. Er lebt als Gastwirt in Düsseldorf.

### Reunion 2007
Stumpff kündigte im Sommer 2007 an, zusammen mit Bassist Käpt’n Nuss den KFC für einen einmaligen Auftritt an seinem 50. Geburtstag reaktivieren zu wollen. Als Gastmusiker fungierten Holger Hager (Gitarre) und Michael Stellmach (Schlagzeug) von der Düsseldorfer Punkband The Bullocks. Die Feier fand am 1. Februar 2008 in der Gaststätte Lewinski in Flingern statt, das Set bestand sowohl aus alten KFC-Songs als auch aus Solostücken, die laut Stumpff auf „80er Jahre-Schweinerock“ umarrangiert wurden. Es wurden auch zwei neue Stücke Cholesterin und Ich mag keine Menschen gespielt.

### Reunion 2021
Stumpff und Käpt’n Nuss fanden sich zu einer weiteren Reunion zusammen mit Markus Boehlke am Schlagzeug, um am 18. Dezember 2021 im Düsseldorfer Zakk das Album Knülle im Politbüro im Rahmen der Aktion Lieblingsplatte komplett zu spielen. Als Zugaben wurden auch Wer hat Lili Marleen umgebracht, Ich mag keine Menschen sowie einige Songs gespielt, die unter seinem Namen erschienen waren. 
Tommi Stumpff verstarb am 28. Juli 2023 nach längerer Krankheit.

## Diskografie

### Studioalben
- …letzte Hoffnung (LP, Januar 1981, Schallmauer-Records)
- Knülle im Politbüro (LP, Januar 1982, Schallmauer-Records)

### Singles
- Kriminalpogo / Sexmörder (Single, September 1980, Porno Pop)
- Wer hat Lilli Marleen umgebracht / Stille Tage in Ostberlin (Single, Juli 1981, Schallmauer-Records)

### Kompilationen
- Für Elli (live) / PVC (live) / Folta für Travolta (live) (auf In die Zukunft-Compilation)  (LP, Dezember 1979, Konnekschen)
- Du klaust überall / Ich häng mich auf / Gefangen in der BRD / Stumpf ist Trumpf (auf Schallmauer-Compilation) (LP, September 1980, Schallmauer-Records)

### Video / DVD
- Für Elli (live) / Interview / Stumpf ist Trumpf (live) (auf 1980 New Wave Hit Explosion) (VHS-Kassette, Oktober 1981, Monte Video) / wiederveröffentlicht auf Aufbruch in die Endzeit (DVD, Juli 2005, Empty Records)